# Expertenverzeichnis
Expertenverzeichnisse gehören zu den Werkzeugen des Wissensmanagements. Expertenverzeichnisse werden auch als Yellow Pages oder Gelbe Seiten bezeichnet.
Der Name Yellow Pages bezieht sich auf die personenbezogenen Daten, die wie in einem Telefonbuch gespeichert werden.
Verwandte Begriffe sind:
- Wissensträgerkarten
- Wissenslandkarte
- Kompetenzmatrix.

Organisationen setzen Expertenverzeichnisse ein, um ihren Mitgliedern Zugang zu internem Expertenwissen zu verschaffen. Yellow Pages listen Experten und ihre Kompetenzen auf und stellen Kontaktdaten zur Verfügung. Wenn jemand in der Organisation Wissen und Expertise zu einem bestimmten Thema benötigt, sollen sich Wissens- und Knowhow-Träger über die Expertenverzeichnisse schnell finden lassen. Expertenverzeichnisse beschleunigen den Zugang zu relevantem Wissen und tragen zur organisationsinternen Kommunikation und Vernetzung bei.

## Entwicklung und Verbreitung
Expertenverzeichnisse als Wissensmanagementtool sind schon seit den 1990er Jahren bekannt, zum Beispiel beim Schweizer Chemiekonzern Hoffmann-La Roche.
Inzwischen gehören Expertenverzeichnisse zu den etablierten Werkzeugen des Wissensmanagements. So hat eine Studie 2012 ergeben, dass 20 Prozent von 2.528 untersuchten europäischen Unternehmen intern Expertenverzeichnisse nutzen. 2013 gaben rund 80 % der befragten Mitarbeiter an, die Expertenverzeichnisse im unternehmensweiten Intranet zu nutzen.

## Aufbau und Struktur von Expertenverzeichnissen
Das Hauptziel dieses Wissensmanagement-Tools ist, eine Datenbank zu entwickeln, die einen geordneten Überblick über das in der Organisation vorhandenen Wissens schafft. Dazu werden Wissen, Kenntnisse, Fähigkeiten und Kompetenzen von Mitgliedern der Organisation erfasst, die das formal dokumentierte Wissen der Organisation überschreiten.
Realisiert werden Gelbe Seiten, indem für jeden in Frage kommende Organisationsmitglied ein persönliches Profil angelegt wird, das sich aus zwei Hauptbestandteilen zusammensetzt, dem Expertenwissen und den Kontaktdaten.
Zu den Inhalten der „Yellow Pages“ des Unternehmens gehören elementare Mitarbeiterdaten wie Vor- und Zuname, organisatorische Zuordnung, Vorgesetzter, Arbeitsgebiet, Standort, Telefon- und E-Mail-Daten, Vollmachten, betriebliche Funktionen, und ein persönliches Foto. Auch Ausbildungen, Zertifizierungen, Projekt- und Produktzuordnungen, berufliche Erfahrungen, Spezialwissen und Weiterbildungsaktivitäten können aufgeführt sein. Ein individuell gestaltbarer Bereich bietet Platz für persönliche Links, Informationen über Interessen und Hobbys. Diesen Inhalt sollte die beschriebene Person selbst gestalten dürfen.
Beim Aufbau von Yellow Pages sind betriebsspezifische Anforderungen zu berücksichtigen, zum Beispiel durch die Vorgabe von standardisierten Feldern wie Sprachkenntnisse oder EDV-Kenntnisse. Wichtig ist eine integrierte Suchfunktion.
Vergleicht man die Methode Yellow Pages mit einem zentralen Adressbuch, so bieten die zur Verfügung gestellten Informationen ein breites Bild des Ansprechpartners, dessen betriebliche Funktionen und organisatorische Einordnung. Somit kommt Yellow Pages eine zentrale Bedeutung zu beim Aufbau innerbetrieblicher Beziehungen und beim Abbau von Kommunikationsschwellen.

## Nutzen
Je dezentraler und komplexer eine Organisation aufgebaut ist, umso schwieriger gestaltet sich der Aufwand bei der Recherche nach geeigneten Ansprechpartnern. Die gezielte Suche über die Organisationsstruktur ist oft nicht die richtige Lösung. Yellow Pages vereinfachen den Zugang zu zentralen Wissensträgern und geben eine Übersicht über das Wissen, das bei einzelnen Abteilungen und Mitarbeitern vorhanden ist.
Die Koordination und der Zusammenschluss von qualifizierten Teams können durch den Einsatz von Yellow Pages erleichtert werden.
Bei akuten Problemen und Fragestellungen ermöglichen Yellow Pages, schnell und gezielt fachlich passende interne Ansprechpartner zu finden, wodurch sich sowohl zeitliche als auch qualitative Vorteile ergeben. Auch lässt sich dadurch möglicherweise vermeiden, dass Aufgaben an Externe vergeben werden müssen.
Beim Eintritt von neuen Mitgliedern in Organisationen tragen Yellow Pages dazu bei, diese rascher in das informelle Netzwerk der Organisation einzugliedern. Daneben helfen Yellow Pages neue Mitarbeiter schneller einzuarbeiten und in das Unternehmen zu integrieren, indem wichtige Ansprechpartner schneller gefunden werden.
Bei unternehmensweiten Veränderungsprozessen, wie etwa Umstrukturierungen, wirkt sich der Zugriff auf aktuelle Daten und Information, äußerst günstig aus. Besonders sinnvoll ist dies bei der Verteilung von neuen Aufgaben und Themenbereichen.

## Einführung und Betrieb von Expertenverzeichnissen

### Datenschutzrechtliche Aspekte
Im Vorfeld der Einführung von Yellow Pages sind diverse Punkte zu berücksichtigen. Zum einen müssen datenschutzrechtliche Fragen geprüft und eventuell juristisch beurteilt werden und damit verbunden ein rechtzeitiger Einbezug des Betriebsrates zu kritischen Fragen. Zum anderen ist eine freiwillige Erstellung durch die Mitarbeiter als Grundlage vorauszusetzen.

### Bereitstellung
Genauso muss die technische Machbarkeit gegeben sein. Yellow Pages werden häufig in das Intranet oder Wiki einer Organisation eingegliedert, hier sind die Kosten für die Schnittstellenprogrammierung zum bestehenden IT-System der Organisation und die Höhe der anfallenden Kosten für Pflege und Wartung des Systems, die neu anfallen, zu berücksichtigen. Ist die Integration in das bestehende System durch gewisse Umstände nicht rentabel, kann als alternative Lösung ein getrennter Aufbau der Yellow Pages kostengünstiger sein.

### Aktualität
Ein entscheidender Aspekt für die effektive Nutzung der Yellow Pages ist deren Aktualität. Nur durch die fortlaufende Aktualisierung des Verzeichnisses wird der Nutzen der Yellow Pages gewährleistet. Durch Einpflegen neuer Daten und dem Entfernen von veralteten Daten wird dieses Ziel erreicht, verantwortlich für die fortlaufende Aktualisierung des Verzeichnisses sind die Nutzer selbst, in dem sie ihr eigenes Profil stets auf den aktuellsten Stand halten. Die Pflege des eigenen Profils durch die Mitarbeiter soll nach einer gewissen Einführungszeit zur Selbstverständlichkeit werden.

### Interessenkonflikte
Für die Akzeptanz der Yellow Pages im Unternehmen sind die Besorgnisse der Mitarbeiter und die denkbaren Interessenkonflikten bei leitenden Angestellten zu beachten. Besorgnisse der Mitarbeiter können daher stammen, dass als niedrig empfundene Qualifikationen in der Organisation öffentlich sichtbar werden. Interessenkonflikte zwischen leitenden Angestellten können entstehen, wenn hoch qualifizierte Mitarbeiter intern abgeworben werden.
Möglichkeiten, um solchen Akzeptanzproblemen zu begegnen, sind beispielsweise Beschränkungen bei der Anzeige von Profilen, in dem nur Daten angezeigt werden, die für die jeweilige Suche benötigt werden, oder Einschränkungen bei der Anzeige von Suchergebnissen, indem etwa nur die Abteilung des Mitarbeiters angezeigt wird, so dass nur unter Einbezug der Führungskraft ein Kontakt mit dem Mitarbeiter zustande kommen kann.

## Anwendungsbeispiele für Expertenverzeichnisse
Im Mitarbeiterstamm von großen Unternehmen, insbesondere von Konzernen mit vielfältigsten Geschäftsbereichen und Tochterunternehmungen bzw. Niederlassungen rund um den Globus ist ein enormes fachspezifisches Wissen und Können vorhanden, das für unternehmerische Zwecke unbedingt erschlossen und nutzbar gemacht werden sollte. Dieser gewaltige Beschäftigtenerfahrungs- und -wissensschatz, der vor allem bei gut ausgebildeten Bediensteten mit anspruchsvolleren Aufgaben vorliegt, kann beispielsweise für Synergieeffekte zwischen den jeweiligen Abteilungen, Geschäftssektoren und Tochterunternehmen, die Zusammenstellung von Projekt- und Spezialistenteams und die Lösung von Fragen und Probleme konzernübergreifend zum Einsatz kommen. Hier liegt in den Unternehmen ein geistiger Kapitalstock vor, für dessen Nutzung mit relativ wenig Aufwand und Kosten ein enormer Ertrag erzielt werden kann. In den wenigsten Unternehmen der genannten Größenordnung existiert allerdings bisher eine zentrale Personalentwicklung, die einen Überblick über alle Kompetenzgebiete der Belegschaft ermöglicht.